# Yuya Fukuda
Pour les articles homonymes, voir Fukuda.
Yuya Fukuda (福田 湧矢, Fukuda Yūya), né le 4 avril 1999 à Kitakyūshū au Japon, est un footballeur japonais qui évolue au poste d'ailier gauche au Tokyo Verdy.

## Biographie

### Gamba Osaka
Né à Kitakyūshū au Japon, Yuya Fukuda passe par le lycée Higashi Fukuoka avant de rejoindre le Gamba Osaka, où il est formé. Il joue son premier match avec l'équipe première le 24 février 2018, lors d'une rencontre de J. League contre Nagoya Grampus. Il est titularisé au milieu de terrain puis remplacé par Shinya Yajima. Son équipe s'incline sur le score de trois buts à deux ce jour-là,. Il inscrit son premier but en professionnel le 7 décembre 2019, lors d'une rencontre de championnat contre Urawa Red Diamonds. Cette réalisation en fin de match permet aux siens de s'imposer (2-3).
Le 27 décembre 2020, lors de la demi-finale de la coupe du Japon contre Tokushima Vortis, Yuya Fukuda contribue à la victoire du Gamba Osaka en marquant le deuxième but de son équipe après être entré en jeu (2-0 score final). Il participe à la finale de cette compétition contre Kawasaki Frontale, qui a lieu le 1er janvier 2021 et qui est perdue par son équipe (1-0).
Le 7 juillet 2021, Fukuda participe à son premier match de Ligue des champions de l'AFC contre le Tampines Rovers. Il est titularisé lors de cette rencontre remportée par son équipe (8-1 score final).
Lors de la saison 2022, Fukuda marque dès la deuxième journée de championnat, face au Urawa Red Diamonds, le 26 février 2022. Unique buteur de la rencontre, il donne ainsi la victoire à son équipe,.
Le 8 juillet 2023, Fukuda donne la victoire à son équipe en marquant le seul but du match face au Kyoto Sanga, en championnat.

### Tokyo Verdy
En janvier 2025, Yuya Fukuda rejoint Tokyo Verdy. Le transfert est officialisé le 26 décembre 2024.

## Palmarès

### En club
Gamba Osaka
- Finaliste de la Coupe du Japon
  - 2020.